# 鸣花Hime、Mikoto
鸣花Hime、Mikoto是吉本興業控股旗下音乐厂牌Gynoid创建的语音库组合系列，运行于文本转语音软件Gynoid Talk和歌声合成软件Vocaloid Editor。此组合系列包含两种语音，少女音“鸣花Hime”和中性音“鸣花Mikoto”，由日本配音员小岩井小鳥录制，此外，日本动画公司MontBlanc Pictures（モンブランピクチャーズ）参与协助策划。
两种语音对应的两名同名虚构人物是由日本插画师Miwasiba创作造型设计，创作灵感来自太宰府天滿宮的御神木飛梅，Hime为粉红发色，Mikoto为蓝紫发色，它们是梅花精灵，年龄不详，假定为11岁或12岁，不来自人间，故没有性别之分。

## 版本
| 年份               | 标题                              | 语音库                      | 引擎       | 平台                        | 操作系统      |
| 文本转语音         | 文本转语音                        | 文本转语音                  | 文本转语音 | 文本转语音                  | 文本转语音    |
| ------------------ | --------------------------------- | --------------------------- | ---------- | --------------------------- | ------------- |
| 2019年             | 《Gynoid Talk：鸣花Hime、Mikoto》 | - 鸣花Hime - 鸣花Mikoto     | AITalk 4   | Gynoid Talk                 | Windows       |
| 歌声合成           |                                   |                             |            |                             |               |
| 2019年             | 《Vocaloid：鸣花Hime、Mikoto》    | - MEIKA_Hime - MEIKA_Mikoto | Vocaloid 5 | Vocaloid 5 Editor及更高版本 | macOS Windows |
| 语言版本皆为日语。 |                                   |                             |            |                             |               |

- 《Gynoid Talk：鸣花Hime、Mikoto》是吉本创新事务所（Gynoid）開發的语音库组合，作为文本转语音软件Gynoid Talk的插件于2019年3月30日发行。[4]

- 《Vocaloid：鸣花Hime、Mikoto》是吉本创新事务所（Gynoid）開發的歌声库组合，作为歌声合成软件Vocaloid Editor的插件于2019年3月30日发行，两部歌聲库的推荐节奏在每分钟50至220拍之间，推荐音域在D2至C5之间。[5][6]

## 发展
鸣花Hime、Mikoto的制作人兼工程师是Gynoid的M先生，在2017年年底，Gynoid高层希望制作一款以梅花为主题的Vocaloid歌声库，M先生在考虑配音人选时立马想到了日本配音员小岩井小鳥，因为小岩井曾在M先生面前表达出想要录制Vocaloid的强烈欲望。2018年，小岩井收到工作通知，与Gynoid的人员确认两种角色声音的音色，当时两名角色的创作是与录制工作同时进行，日本插画师Miwasiba给出了大致的形象草稿，在创作完成之前名称暂定为Cute和Cool。之后，小岩井来到Gynoid的内部录音室录制Vocaloid歌声数据，使用诺音曼的U87Ai话筒录音，M先生在来到Gynoid之前曾参与过一些Vocaloid歌声库的制作深知录音不易，于是在录音中加入欢快有趣的伴奏和奇思妙想，让小岩井以愉快的心情用时三天时录制完Vocaloid歌声库的样本，过程中小岩井感觉像是在玩音乐游戏一样。鸣花Hime是被设计为利于上手的歌声库，在各音阶中能保持一致的音色，鸣花Mikoto则是被设计为具有特点的歌声库，其男孩子的音色更为鲜明、不易被伴奏埋没，小岩井最先录制的是Hime，使用稳定的真声录制超过普通女性音域的高音阶，在录制Mikito中用到了哭腔和重音等技巧。此外，Gynoid Talk语音库的录音工作是由AI公司负责，小岩井在另外的录音室耗时三天录制完成。

### 市场营销
2019年3月8日，Gynoid发布四首宣传《Vocaloid：鸣花Hime、Mikoto》的歌曲片段，Rerulili提供的〈Special Girl〉（スペシャルガール，使用Hime与Mikoto合成二重唱），Kairiki Bear提供的〈Ángel〉（アンヘル，使用Mikoto合成主人声），Seeeeecun提供的〈BugLug〉（バグラグ，使用Hime合成主人声），以及鸣花Hime、Mikoto的配音者小岩井小鳥提供的〈鳴花〉（鳴花，使用Hime与Mikoto合成二重唱）。2019年4月9日，以上四首歌曲的完整版作为合辑《“鸣花Hime、Mikoto”Demo Sampler》由吉本音乐娱乐发行。
2020年7月3日，吉本音乐為了紀念產品發行一週年，开展新歌连续Up计划“鸣花Hime、Mikoto 1周年计划”，邀請了日本Vocaloid-P稻叶昙、Kairiki Bear和HoneyWorks。2020年8月19日，稻叶昙提供的歌曲〈风待草〉（カゼマチグサ，使用Hime合成主人声）和HoneyWorks提供的歌曲〈Kannagi〉（カンナギ，使用Hime和Mikoto合成二重唱）由吉本音乐作为单曲發行。2020年9月30日，Kairiki Bear創作的歌曲〈Neroism〉（ネロイズム，使用Mikoto合成主人声）由吉本音乐作为单曲發行。

## 其他媒体

### 合辑
| 标题                                                                | 专辑详情                                                                   | 最高排行榜名次 | 认证 |
| 标题                                                                | 专辑详情                                                                   | 日本           | 认证 |
| ------------------------------------------------------------------- | -------------------------------------------------------------------------- | -------------- | ---- |
| 《“鸣花Hime、Mikoto”Demo Sampler》（「鳴花ヒメ・ミコト」Demo Sampler） （演出者：鸣花Hime、Mikoto） | - 发行日期：2019年4月9日 - 唱片公司：吉本音乐娱乐 - 格式：流媒体，数字下载 | ——             |      |
| “——”表示专辑未上榜或未在该地区发行。                                |                                                                            |                |      |

## 流行文化中
使用鸣花Hime、Mikoto合成演唱部分同时取得音乐排行榜名次的歌曲如下：
- 〈Eureka Replica〉（エウレカレプリカ）是日本Vocaloid-P Yugica（ユギカ）的歌曲，音乐视频于2023年1月15日播出。此曲是日本视频游戏《#空帕斯：陣地攻防戰》登场英雄阿爾・達哈布＝阿爾卡地亞的主题曲。关于在社交媒体的表现，此曲在Billboard Japan的Niconico动画热门Vocaloid歌曲（日语：ボカロ (音楽ジャンル)）排行榜Niconico Vocaloid Songs Top 20最高位列第8。[10]

## 相关软件

### 声乃翼
声乃翼（声乃ツバサ）是日本软件公司Crimson开发的语音变换软件Voidol语音模型，最初是作為R.C.voice的应用内购项目随软件一同于2017年10月30日发行。配音者是小岩井小鳥，小岩井念了大约两百个句子作为训练数据。声乃翼的虚拟形象是粉色头发蓝色瞳孔的同名虚构人物，她是一个安静温柔的女孩，因为沉默寡言不被人熟知，16岁，水瓶座。
声乃翼与东北豆子是R.C.voice的首发语音模型。Crimson首席执行官飛河和生本身对声优不太了解，但因为兼任MIDI規格委員会主席而在DTM Station的报道中注意到有个叫小岩井小鳥的声优通过MIDI检定一级，外加他本来就知道东北豆子这名角色，于是便联系上小岩井和俊子的配音佐藤聰美。

### No.7
No.7（Seven）是No.7製作委員会的语音库系列，根据小岩井小鸟自己本来的声音开发。最初No.7是日本明治大学副教授森势将雅在其研究项目「Human-in-the-loop型歌唱设计的开发」（Human-in-the-loop型歌唱デザインの開発）中创建的第二部歌声库，由森势将雅亲自命名，第一部是「提供研究人员用于语音合成验证的东北切蒲英歌唱数据库」（暂译），在开发中，小岩井为了避免使用JASRAC注册的歌曲录制歌声数据而面临版权问题，为此自行创作了五十首歌曲，在录制完成后工作人员使用Melodyne调整数据的音高和节奏。No.7的虚拟形象是由Pixiv用户猫屋敷Pushio（猫屋敷ぷしお）创作的同名虚构人物。
2021年7月7日，No.7的Neutrino歌声库发布。2021年7月31日，「提供研究人员用于语音合成验证的No.7歌唱数据库」开放申请。2022年9月30日，No.7的Voicevox语音库发布，同时「提供研究人员用于语音合成验证的No.7语音数据库」开放申请。